# گو اون
بک چول مین (کره‌ای: 백철민؛ زادهٔ) که بیشتر با نام هنری گو اون (کره‌ای: 고온) شناخته می‌شود، بازیگر اهل کره جنوبی است. او به خاطر ایفای نقش در منو بکش، خلاصم کن و دادگاه جادوگر شناخته می‌شود.

## زندگی‌نامه و حرفه
بک چول مین زادهٔ ۵ ژوئیه ۱۹۹۲ در کره جنوبی است. پیش از آغاز فعالیت به عنوان بازیگر، او مدلینگ حرفه‌ای کار می‌کرد. در سال ۲۰۱۴، حرفه بازیگری خود را با ایفای نقش در مجموعه تلویزیونی در مخفی آغاز کرد. او به خاطر ایفای نقش در منو بکش، خلاصم کن (۲۰۱۵) به شهرت زیادی رسید. او سپس در درام‌های به سوی فردا بدو، مسابقه! پسران کماندار و محاکمه سلیمان ایفای نقش کرد. او نقش اصلی در مجموعه تلویزیونی آندانته ایفا کرد.

## فیلم‌شناسی

### فیلم
| سال  | عنوان           | نقش          | منابع |
| ---- | --------------- | ------------ | ----- |
| ۲۰۱۵ | کابوس شگفت‌انگیز | پارک چان جین | [ ۷ ] |

### مجموعه تلویزیونی
| سال  | عنوان                 | نقش          | منابع  |
| ---- | --------------------- | ------------ | ------ |
| ۲۰۱۴ | پیامد فصل ۲           |              | [ ۸ ]  |
| ۲۰۱۴ | در مخفی               | پاگان        | [ ۹ ]  |
| ۲۰۱۵ | به سوی فردا بدو       | چوی وو رام   | [ ۱۰ ] |
| ۲۰۱۵ | منو بکش، خلاصم کن     | الکس کانگ    | [ ۱۱ ] |
| ۲۰۱۶ | مسابقه! پسران کماندار | جو سونگ جون  | [ ۱۲ ] |
| ۲۰۱۶ | محاکمه سلیمان         | چوی وو هیوک  | [ ۱۳ ] |
| ۲۰۱۷ | آندانته               | پارک گا رام  | [ ۱۴ ] |
| ۲۰۱۷ | دادگاه جادوگر         | آن ته گیو    | [ ۱۵ ] |
| ۲۰۱۸ | عالیجناب              | کانگ این گیو | [ ۱۶ ] |
| ۲۰۲۲ | سه خواهر و برادر جسور | به دونگ چان  | [ ۱۷ ] |